# 二氧化鈾
二氧化鈾（uranium dioxide、uranous oxide）即氧化鈾是鈾的氧化物。分子式UO2 。在常溫下為黑色粉末。密度 10.97g/cm3，熔點 2,846.85℃，沸點 大約3,500℃。比熱14cal/molK。二氧化鈾為面心立方結構螢石型結晶構造。單位立方體由中心4個鈾原子和外圍8個氧原子組成。

## 特性和用途
二氧化鈾不溶于水。極易和硝酸反應生成硝酸鈾酰。還能和二氧化鈈以任意比例混合。常溫下熱傳導率為10W/mK，1000℃時的熱傳導率為4W/mK。二氧化鈾的電阻率隨溫度升高而降低。
因二氧化鈾熔點高，所以通常被用作反應堆的核燃料。二氧化鈾被燒結成直徑和長度都是1釐米左右的圓柱體，串聯起來放入中空的鋯合金燃料棒内部。最後以8x8根燃料棒一組排列成正方形，六角形或圓形構成反應堆的堆芯。
二氧化鈾是天然鈾礦中最主要的成分，通過化學反應和離心機可以得到高純度的二氧化鈾。同時還可以通過乏燃料的再處理得到二氧化鈾。
UO3 + H2  →  UO2 + H2O    （700 °C，970 K）
攝氏700度時三氧化鈾可以和氫氣發生反應生成二氧化鈾和水。

## 毒性
二氧化鈾被已知是由肺中的吞噬作用而被吸收。

## 關聯項目
- 反應堆